# Тонер
Тонерът е прахообразна смес, която се използва в лазерните принтери и фотокопирни машини за оформяне на текст и изображения върху хартия, обикновено чрез тонер касета. Състои се предимно от гранулирана пластмаса, при ранните смеси се е добавяло само въглероден прах и железен оксид; сега има смеси, които съдържат полипропилен, пирогенен силициев диоксид и различни минерали за наелектризиране чрез трибоелектричен ефект. Съществува също и тонер, използващ пластмаса от растителен произход като алтернатива на пластмасата от нефт. Тонер частиците се разтопяват от топлината на нагревателна ролка и по този начин се свързват с хартията.
В по-ранните фотокопирни машини този евтин въглероден тонер се изливал от потребителя от бутилка в резервоар в машината. По-късните копирни машини и лазерните принтери (първият такъв принтер е на Hewlett-Packard от 1984 г.) се захранват директно от запечатана тонер касета.
Лазерните тонер касети за използване в цветни копирни машини и принтери се предлагат в комплекти от циан, маджента, жълто и черно (CMYK), което позволява чрез смесване да се генерира много голяма цветна гама.